# Gürsel Aksel Stadyumu
Das Gürsel Aksel Stadyumu (auch Gürsel Aksel Stadı, voller Name: Gürsel Aksel Spor ve Sağlıklı Yaşam Merkezi, deutsch Sport- und Wellnesszentrum Gürsel Aksel) ist ein Fußballstadion im Bezirk Konak der türkischen Stadt Izmir, der drittgrößten Stadt des Landes. Es ist die Heimspielstätte des Fußballvereins Göztepe Izmir. Die Anlage trägt den Namen von Gürsel Aksel (1937–1978), einem ehemaligen Spieler von Göztepe Izmir, der nahezu seine gesamte Karriere von der Jugend über die Profis bis zum Traineramt bei dem Club verbrachte. Er starb mit 41 Jahren bei einer Explosion an einer Tankstelle in Rize. Er trug den Spitznamen Koca Kaptan (deutsch Großer Kapitän) und absolvierte von 1955 bis 1972 insgesamt 390 Partien für die Rot-Gelben.

## Geschichte
1949 wurde das alte Göztepe Stadı gebaut. Es wurde 1978 nach Gürsel Aksel benannt. Um das Stadion mit Leichtathletikanlage befanden sich u. a. an der Ostseite mehrere Tennisplätze sowie auf der Westseite und am Südende einige Mini-Fußballfelder. Durch die begrenzten Platzverhältnisse ließ sich die Sportstätte nicht umbauen. 2016 wurde sie abgerissen. In den letzten Jahren trug Göztepe Izmir seine Heimspiele im Alsancak Stadı und im İzmir Atatürk Stadı aus. Am 9. September 2017 begann der von db Architects und dem Vereinspräsidenten Mehmet Sepil, selbst Bauingenieur, entworfene Stadionbau. Der Auftraggeber war die Toplu Konut İdaresi Başkanlığı (TOKİ, deutsch Staatliche Wohnungsbaubehörde). Der Bau wurde durch die Rönesans Holding (REC Uluslararası İnşaat) ausgeführt. Das Stadiongelände, rund 350 Meter von der Ägäisküste entfernt, mit nur 34.600 m² (inklusive des Fanplatzes an der Südseite) wird an der Nordseite sowie an den Längsseiten in West und Ost von vorbeiführenden Straßen eng begrenzt. Das Stadion selbst bedeckt eine Fläche von 23.700 m². Es wurde, entgegen anderen Stadionneubauten in der Türkei, in der Stadt errichtet und nicht am Stadtrand. Das Spielfeld wurde 6,7 Meter über das Straßenniveau angehoben. So konnten Gewerbefläche im Erdgeschoss und eine Tiefgarage mit 500 Stellplätzen geschaffen werden. Des Weiteren gehören zum 218,9 Mio. TRY teuren Bau ein Café, ein Restaurant, ein Gesundheitszentrum und ein Fitnessstudio. Der Stadioninnenraum wird durch eine LED-Flutlichtanlage beleuchtet. Durch die Erhöhung betreten die Besucher die Tribüne, außer der Haupttribüne, auf Höhe der ersten Sitzreihe. Von dort führt der Weg hinauf bis zur 26. Reihe. Unter dem Dach hinter den Toren ist jeweils eine Videoanzeigetafel aufgehängt. Auf der Westtribüne wurden die Plätze reduziert, da die Zahl der Logen von ursprünglich 24 auf 41 erhöht wurde. Die Kunststoffsitze in den Vereinsfarben Rot und Gelb stellen auf der Osttribüne den Schriftzug 19 Göztepe 25 dar. Der Bau am Südende beherbergt, neben dem Fanplatz, auf der oberen Ebene Büroflächen. Dadurch wurden bis zu 6000 m² öffentlicher, teilweise überdachter, Raum geschaffen. In diesem Bereich liegt auch das Vereinsmuseum von Göztepe Izmir. Während die Büroräume verglast wurden, erhielt das Stadion eine Fassade aus senkrechten, nicht reflektierenden Jalousie. So werden die Anwohner nicht durch abstrahlendes Sonnenlicht gestört. Der Stadionbau hat auf seinem 16.600 m² großen Dach (davon 5250 m² transparent) eine Besonderheit. Aufzüge und Treppen führen die Besucher zum dort angelegten 650 Meter langen Skywalk, der einmal rund über das Dach führt. Er ist, außer an Spieltagen, für jeden geöffnet. Er soll in der dicht bebauten Stadt eine Erholungsoase darstellen. Es waren öffentliches Grün und sogar Bäume geplant, aus logistischen und finanziellen Gründen blieb es am Ende bei den Rasenstreifen. Der Bau erfüllt die Anforderungen des türkische Fußballverbandes Türkiye Futbol Federasyonu (TFF) sowie der UEFA. Mit 218,9 Mio. TRY blieb man im veranschlagten Budget. Auch blieb man im festgelegten Zeitrahmen.
Am 26. Januar 2020 öffnete der Neubau seine Tore zur Einweihung. In der Fußballarena standen sich Göztepe Izmir und Beşiktaş Istanbul (2:1) am 19. Spieltag der Süper Lig 2019/20 gegenüber. Das erste Tor erzielte der Mittelfeldspieler Halil Akbunar für die Hausherren. Das Stadion bietet 20.040 Sitzplätze. Ende Januar 2020 ließ der TFF wieder Stehplätze in den Stadien der ersten vier Ligen zu. Göztepe Izmir wollte solche auf der Südtribüne einrichten, aber die Entscheidung der TFF kam zu spät. Der Club will die Sitzplätze wieder entfernen und durch Stehplätze ersetzen. Die Fußballarena könnte auf bis zu 25.000 Plätze erweitert werden.

## Galerie

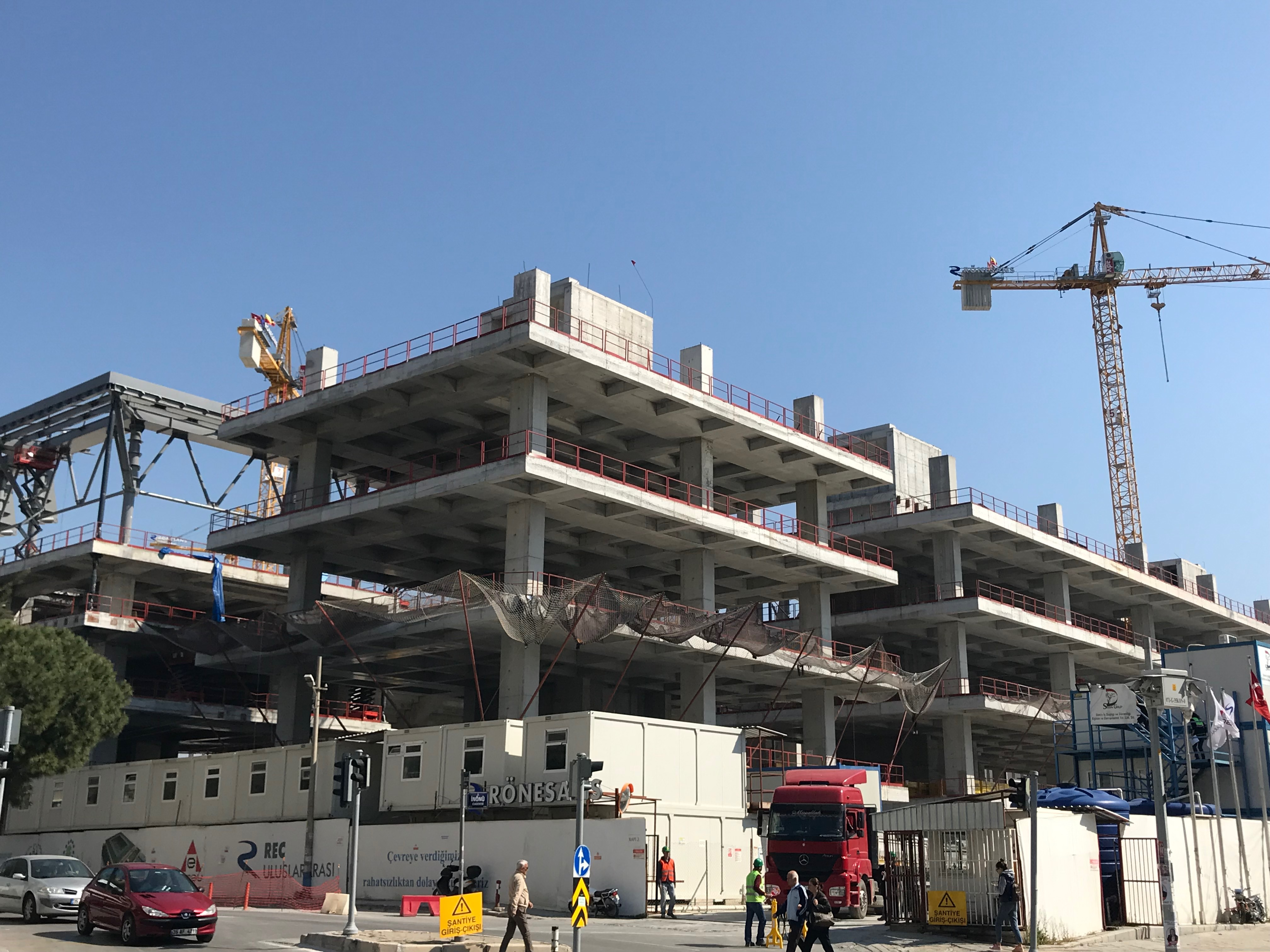
Die Baustelle im März 2019
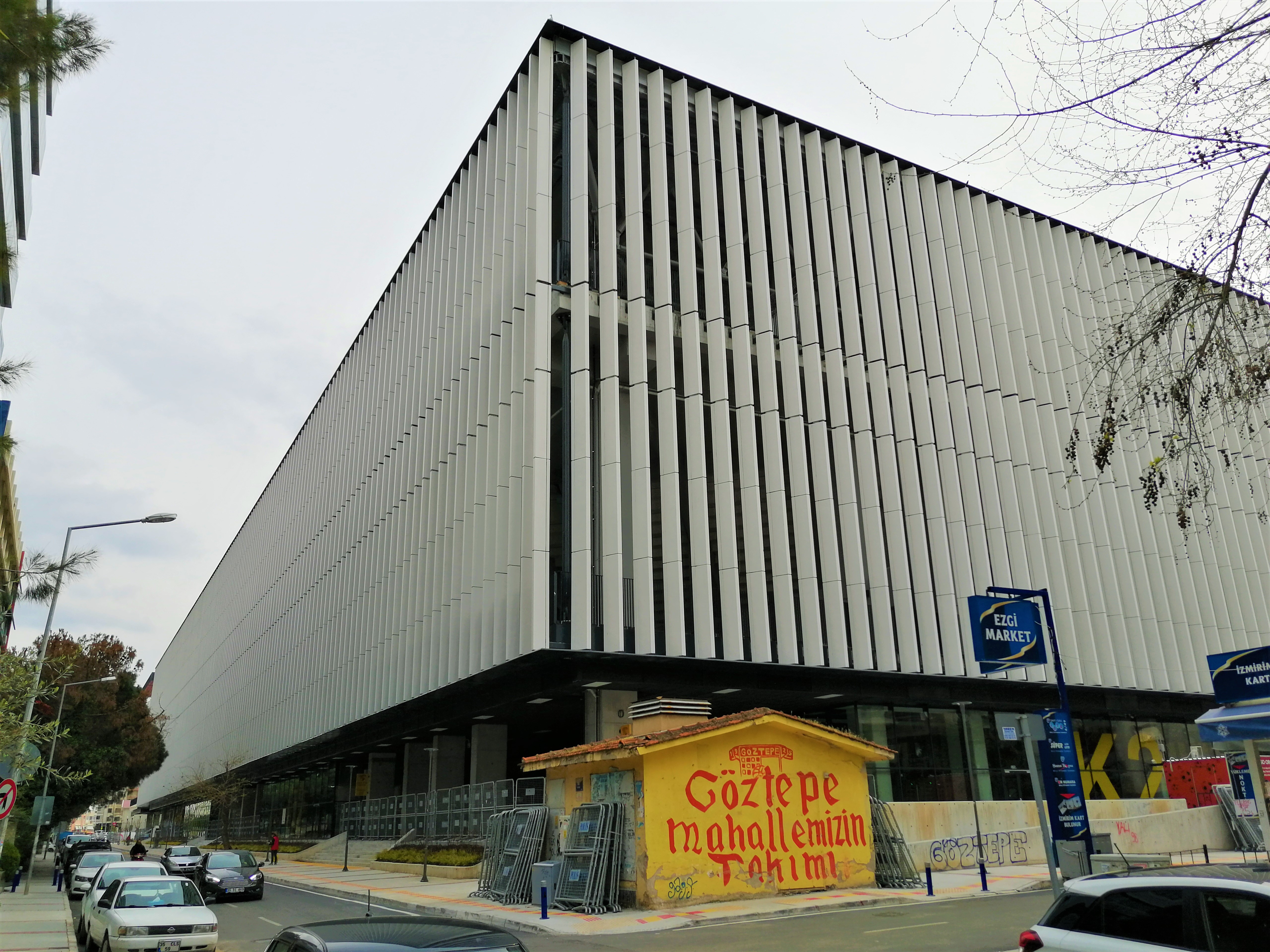
Die einfach gehaltene Fassadenverkleidung des Stadions (April 2020)